# Mamadou Bagayoko (1979)
Mamadou Bagayoko (Paris, 21 de maio de 1979) é um futebolista profissional franco-malinês que atua como atacante,

## Carreira
Mamadou Bagayoko representou o elenco da Seleção Malinesa de Futebol no Campeonato Africano das Nações de 2010.